# 宜蘭腺紋石蛾
宜蘭腺紋石蛾（学名：Diplectrona ilanensis）为紋石蛾科腺紋石蛾屬下的一个种。